# Vanessa Beeman
Vanessa Beeman, nata Vanessa Hocking, conosciuta anche con lo pseudonimo di Gwenenen (Ape) (Nairobi, 15 gennaio 1944 – Penzance, 30 dicembre 2019), è stata un'insegnante e scrittrice britannica in lingua cornica.

## Biografia
Figlia dell'entomologo e scrittore in lingua cornica Kaspar Hocking, nacque a Nairobi, in Kenya, ma crebbe in Tanzania, in seguito agli spostamenti del padre che lavorava per il governo britannico. Si diplomò alla "Mkwawa High School" di Iringa. Cominciò a imparare il cornico durante le sue frequenti visite in Cornovaglia al nonno paterno Sidney Hocking, che possedeva libri in quella lingua, tra i quali A Handbook of the Cornish Language (Manuale della lingua cornica) di Henry Jenner. Studiò archeologia preistorica presso le università di Manchester e di Liverpool, si specializzò in Scienze dell'educazione e della formazione nel Galles, poi insegnò in una scuola di Truro in Cornovaglia. In seguito si trasferì in Nigeria dove lavorò per il "Federal Department of Antiquities" (Dipartimento federale di studi antichi), poi insegnò alla "Ahmadu Bello University" a Zaria.
Dopo il matrimonio con Robert Beeman ritornò con il marito in Cornovaglia nel 1986 per avvicinarsi alla famiglia. Lavorò per 7 anni presso il Castello di Saint Mawes, poi come segretaria per le attività d'ingegneria del marito. Con il padre frequentò le lezioni di lingua cornica di Hilary Shaw a Penryn. Già nel 1986 sia lei che il padre ottennero il titolo di "Bardo". Dal 2006 al 2009 fu nominata "Grand Bard of the Cornish Gorseth" (Grande Bardo del Gorseth Cornico), quindi adottò il nome d'arte bardico di "Gwenenen" (Ape) che fece derivare dal cognome del marito. Fu la seconda donna ad ottenere tale titolo e incarico, dopo Ann Trevenen Jenkin ("Bryallen", 1997-2000). Dopo due decenni di dibattiti, fu sotto la sua presidenza, il 17 giugno 2009, che il Gorseth decise di adottare l'ortografia detta SWF (Standard Written Form/Forma scritta standard) per i propri testi e documenti ufficiali; ovvero un sistema di scrittura unificato facilmente leggibile per tutte le quattro varietà di pronuncia del cornico.
Risiedeva nel paese di Constantine, nel distretto del Kerrier, dove abitavano altri quattro "bardi" della lingua. Diede un contributo alla letteratura cornica moderna traducendo in cornico il racconto per ragazzi The Dog Who Walked to London di Ann Trevenen Jenkin. 

## Opere
- Ann Trevenen Jenkin, An Ky a Gerdhas bys dhe Loundres, translated into Cornish by Vanessa Beeman, Leedstown W.I., 2004, ISBN 978-0952460145